# 多样性指数
多样性指数是用来描述一个群落的多样性的统计量。在生态学中，它被用来描述生態系統中的生物多樣性，在经济学中可以用来描述一个地区中经济活动的分布。多样性指数经常被用来估算任何一个群落，每个成员都属于一个独特的群体或物种。在很多情况下，多样性指数的估计量是有偏的，因此相似的值之间往往不能直接比较。
一些常用多样性指数将讨论如下：

## 物种丰富度
物种丰富度（Species richness）S便是生态系统中物种的数目。这个指数无法表示相对丰度。实际上，除了一些非常贫瘠的系统之外，记录一个生态系统真实的种总丰富度是不可能的。系统中物种的观察值是其真实物种丰富度的有偏估计值，并且观察值会随着取样的增加非线性的增长。因此在表示从生态系统中观察到的物种丰富度时，S常被称作物种密度。

## 總豐富度指數
總豐富度指數(Margalef's richness)

{\displaystyle D={\frac {S-1}{\ln n}}} 

其中，S 是系统中物种数目,  n 是棲地內物種總個體數

## 香农多样性指数
香农多样性指数（Shannon's diversity index）用来估算群落多样性的高低，也叫香农-维纳（Shannon-Wiener）或香农-韦弗（Shannon-Weaver）指数。公式如下： 
{\displaystyle H'=-\sum _{i=1}^{S}p_{i}\ln p_{i}}
其中S表示总的物种数，pi表示第i个种占总数的比例(Pielou 1975)。当群落中只有一个族群存在时，香农指数达最小值0；当群落中有两个以上的族群存在，且每个族群的個體數量相等時，香农指数达到最大值lnS。

## 物种均一度
物种均一度（Species Evenness）用来描述物种中的个体的相对丰富度或所占比例。群落的均一度可以用Pielou均一度指数J表示（Pielou's evenness index，J）：
{\displaystyle J={\frac {H'}{H'_{max}}}}
其中H'为香农指数，H'max是H'的最大值：
{\displaystyle H'_{max}=-\sum _{i=1}^{S}{\frac {1}{S}}\ln {\frac {1}{S}}=\ln S}

## 集中度指数
集中度指数（Concentration ratio）是一项描述一些占主导地位的物种（或公司）所占比例的粗略的指标，通常用前几个物种或公司所占份额的总和来表示。
在经济学中，一个行业的集中度是用来作为的企业与行业的相对规模作为一个整体指标。它是通过对前n个公司的市场份额百分比求和来计算的。这也可能有助于确定该行业的市场结构。四企业集中度，或称C4，是个常用的集中度指数，它由行业内四个最大的公司的市场份额和表示。

## 基尼指数
吉尼系数（Gini coefficient），或譯基尼指數，是20世纪初意大利学者吉尼根据劳伦茨曲线所定義的判断收入分配公平程度的指标。是比例數值，在0和1之間。吉尼指数（Gini index）是指吉尼系數乘100倍作百分比表示。